# 黄兰发
黃蘭發（1954年10月—），廣東揭陽人，曾任中央人民政府駐香港特别行政區聯絡辦公室副主任。
1978年考入華南師範學院中文系。1990年起加入新華社香港分社。2001年任深圳市南山區委副書記、政法委員會書記。2008年11月至2018年11月任中央人民政府駐香港特區聯絡辦副公室副主任。2018年1月，当选第十三届全国政协委员。

## 爭議
香港成報報道黃蘭發涉嫌縱容不法之徒騷擾、阻礙成報編輯工作。